# 라오까이성
라오까이성(老街省, 노가성 베트남어: Tỉnh Lào Cai / 省老街)은 베트남 서북부 지방의 성이다. 성도는 라오까이 시(市). 북동쪽의 산간지방에 위치하고, 중국 윈난성과 국경을 접한다. 라오까이 성의 면적은 13,256.92km2, 2025년을 기준으로 인구는 1,778,785명이다.

## 지리
성도 라오까이는 홍강과 그 지류를 끼고 중화인민공화국과 국경을 접하며, 국경 교역이 성하다. 하노이~쿤밍을 연결하는 국제열차도 이 라오까이에서 중국으로 향하고 있다. 프랑스 식민지 시대에 건설된 마을 사빠(Sa Pa)는 피서지로서 또한 각종 소수 민족을 방문하는 도보 여행 기지로서 많은 관광객이 방문한다. 베트남 최고봉인 판시빵 산(베트남어: Phan Xi Păng)도 이 성 안에 있다.

## 행정구역

### 시
- 라오까이시 (Lào Cai 老街)
- 옌바이시 (Yên Bái, 安沛市)

### 시사
- 사빠(Sa Pa 沙垻)
- 응이어로 시사 (Nghĩa Lộ, 義路市社)

### 현
- 박하현(Bắc Hà 北河)
- 바오탕현(Bảo Thắng 保勝)
- 바오옌현(Bảo Yên 保安)
- 밧쌋현(Bát Xát 巴刹)
- 므엉크엉현(Mường Khương 芒康)
- 시마까이현(Si Ma Cai 新馬街)
- 반반현(Văn Bàn 文磐)
- 룩옌현 (Lục Yên, 陸安縣)
- 무깡짜이현 (Mù Cang Chải)
- 짬떠우현 (Trạm Tấu, 站奏縣)
- 쩐옌현 (Trấn Yên, 鎭安縣)
- 반쩐현 (Văn Chấn, 文振縣)
- 반옌현 (Văn Yên, 文安縣)
- 옌빈현 (Yên Bình, 安平縣)

## 경제
다른 북쪽 지방의 고원지대와 같이 라오까이도 가난한 성 중의 하나이다. 1인당 GDP는 $185에 지나지 않는다. 농업과 임업과 같은 전통적인 경제 활동은 여전히 중요한 산업으로 남아있지만, 외국인 투자 유치를 위해 열을 올리고 있는 성 중의 하나이다. 중국과 국경을 접한 곳에서 교차 무역을 하고 있으며, 이것도 주요 수입원 중의 하나이다.

## 민족
- 많은 수의 몽족, 따이족, 다오족 등의 소수민족이 살고 있다.

## 기후
| 라오까이성의 기후                                             | 라오까이성의 기후 | 라오까이성의 기후 | 라오까이성의 기후 | 라오까이성의 기후 | 라오까이성의 기후 | 라오까이성의 기후 | 라오까이성의 기후 | 라오까이성의 기후 | 라오까이성의 기후 | 라오까이성의 기후 | 라오까이성의 기후 | 라오까이성의 기후 | 라오까이성의 기후 |
| 월                                                            | 1월               | 2월               | 3월               | 4월               | 5월               | 6월               | 7월               | 8월               | 9월               | 10월              | 11월              | 12월              | 연간              |
| ------------------------------------------------------------- | ----------------- | ----------------- | ----------------- | ----------------- | ----------------- | ----------------- | ----------------- | ----------------- | ----------------- | ----------------- | ----------------- | ----------------- | ----------------- |
| 역대 최고 기온 °C (°F)                                        | 31.4 (88.5)       | 34.6 (94.3)       | 38.0 (100.4)      | 39.0 (102.2)      | 42.8 (109.0)      | 40.1 (104.2)      | 39.7 (103.5)      | 40.0 (104.0)      | 36.8 (98.2)       | 37.2 (99.0)       | 33.2 (91.8)       | 32.8 (91.0)       | 42.8 (109.0)      |
| 일평균 최고 기온 °C (°F)                                      | 20.1 (68.2)       | 21.3 (70.3)       | 25.3 (77.5)       | 28.8 (83.8)       | 32.1 (89.8)       | 32.7 (90.9)       | 32.7 (90.9)       | 32.4 (90.3)       | 31.3 (88.3)       | 28.7 (83.7)       | 25.1 (77.2)       | 21.9 (71.4)       | 27.7 (81.9)       |
| 일일 평균 기온 °C (°F)                                        | 15.7 (60.3)       | 17.0 (62.6)       | 20.7 (69.3)       | 24.2 (75.6)       | 27.0 (80.6)       | 27.9 (82.2)       | 27.9 (82.2)       | 27.5 (81.5)       | 26.3 (79.3)       | 24.0 (75.2)       | 20.2 (68.4)       | 17.0 (62.6)       | 23.0 (73.4)       |
| 일평균 최저 기온 °C (°F)                                      | 13.3 (55.9)       | 14.5 (58.1)       | 17.9 (64.2)       | 21.1 (70.0)       | 23.6 (74.5)       | 24.7 (76.5)       | 24.9 (76.8)       | 24.4 (75.9)       | 23.3 (73.9)       | 21.2 (70.2)       | 17.5 (63.5)       | 14.3 (57.7)       | 20.0 (68.0)       |
| 역대 최저 기온 °C (°F)                                        | 1.4 (34.5)        | 5.6 (42.1)        | 6.8 (44.2)        | 10.0 (50.0)       | 14.8 (58.6)       | 18.7 (65.7)       | 20.0 (68.0)       | 17.3 (63.1)       | 15.8 (60.4)       | 8.8 (47.8)        | 5.8 (42.4)        | 2.8 (37.0)        | 1.4 (34.5)        |
| 평균 강수량 mm (인치)                                         | 22 (0.9)          | 33 (1.3)          | 58 (2.3)          | 129 (5.1)         | 171 (6.7)         | 239 (9.4)         | 302 (11.9)        | 355 (14.0)        | 222 (8.7)         | 153 (6.0)         | 54 (2.1)          | 27 (1.1)          | 1,764 (69.4)      |
| 평균 강우일수                                                 | 7.8               | 8.8               | 11.5              | 15.8              | 16.8              | 18.7              | 20.9              | 21.1              | 15.8              | 14.8              | 10.2              | 7.7               | 169.8             |
| 평균 상대 습도 (%)                                            | 84.8              | 84.0              | 82.5              | 83.1              | 81.4              | 84.4              | 85.8              | 86.0              | 85.5              | 85.8              | 86.3              | 85.8              | 84.6              |
| 평균 월간 일조시간                                            | 80.4              | 76.9              | 105.0             | 144.9             | 189.2             | 148.9             | 166.6             | 168.1             | 162.5             | 129.9             | 105.4             | 110.6             | 1,588.4           |
| 출처 1: Vietnam Institute for Building Science and Technology |                   |                   |                   |                   |                   |                   |                   |                   |                   |                   |                   |                   |                   |
| 출처 2: The Yearbook of Indochina                             |                   |                   |                   |                   |                   |                   |                   |                   |                   |                   |                   |                   |                   |